# Вернеску, Георге
Георге Д. Вернеску (рум. George D. Vernescu; 1 июля 1829 — 3 июля 1900) — румынский юрист, политический и государственный деятель.

## Биография
С 1855 года обучался в университете Парижа. Там же получил докторскую степень в области права. После возвращения на родину, занимался адвокатской практикой.
В 1864 году, во время правления господаря Александру Иона Куза был назначен членом Государственного совета.
С января по июнь 1865 года — министр юстиции и по делам религий в кабинете премьера К. Босяну. Стал членом нового Сената.
В 1866 г. избран в Учредительное собрание. В 1867 году — депутат Палаты депутатов.
Активный политик. Был одним из основателей румынской Национальной Либеральной партии (PNL) в 1875 г. В 1876 году вновь — член Сената.
С июля 1876 г. по январь 1877 г. занимал пост министра внутренних дел в кабинете премьера Йона Брэтиану. Министр общественных работ (с 5 по 19 января 1877 г.).
С июня по ноябрь 1878 г. был президентом Палаты депутатов Румынии.
В начале 1880 года он вышел из Национальной Либеральной партии и сформировал умеренную группу в Либеральной партии, с марта 1884 года — Либерально-консервативная партия.
В марте-ноябре 1889 года и феврале-ноябре 1891 был министром юстиции.